# Нель (кантон)
Нель (фр. Nesle) — упраздненный кантон во Франции, регион Пикардия, департамент Сомма. Входил в состав округа Перонн.
В состав кантона входили коммуны (население по данным Национального института статистики за 2009 г.):
- Бетанкур-сюр-Сомм (135 чел.)
- Бюверши (39 чел.)
- Вуаенн (599 чел.)
- Грекур (24 чел.)
- Лангвуазен-Кикери (208 чел.)
- Ликур (398 чел.)
- Маршелепо (471 чел.)
- Мениль-Сен-Никез (571 чел.)
- Мизери (126 чел.)
- Моршен (308 чел.)
- Нель (2 505 чел.)
- Омблё (1 027 чел.)
- Парньи (150 чел.)
- Пертен (381 чел.)
- Потт (112 чел.)
- Руи-ле-Гран (109 чел.)
- Руи-ле-Пети (128 чел.)
- Сен-Крист-Брио (461 чел.)
- Сизанкур (42 чел.)
- Фальви (128 чел.)
- Эпенанкур (109 чел.)

## Экономика
Структура занятости населения:
- сельское хозяйство — 10,9 %
- промышленность — 30,8 %
- строительство — 5,7 %
- торговля, транспорт и сфера услуг — 33,1 %
- государственные и муниципальные службы — 19,5 %

## Политика
На президентских выборах 2012 г. жители кантона отдали в 1-м туре Марин Ле Пен 27,7 % голосов против 26,6 % у Франсуа Олланда и 21,4 у Николя Саркози, во 2-м туре в кантоне победил Олланд, получивший 55,8 % голосов (2007 г. 1 тур: Саркози — 26,7 %, Сеголен Руаяль— 23,5 %; 2 тур: Саркози — 51,2 %). На выборах в Национальное собрание в 2012 г. по 5-му избирательному округу департамента Сомма они поддержали кандидата партии Новый центр, действующего депутата Стефана Демийи, получившего 42,5 % голосов в 1-м туре и 56,3 % голосов — во 2-м туре.
|  | Кандидат        | Партия             | % голосов |
|  | --------------- | ------------------ | --------- |
|  | Поль Пило       | Левые партии       | 52,53     |
|  | Фредерик Демюль | Новый центр        | 24,64     |
|  | Марк Сплингар   | Национальный фронт | 22,83     |

|  | Кандидат        | Партия             | % голосов |
|  | --------------- | ------------------ | --------- |
|  | Поль Пило       | Левые партии       | 55,50     |
|  | Кристиан Вереек | Правые партии      | 30,58     |
|  | Филипп Жарден   | Национальный фронт | 13,92     |